# Luis Miguel Ralda
Luis Miguel Ralda Moreno (Ciudad de Guatemala, 17 de enero de 1963) es un militar guatemalteco quien fungió como Ministro de la Defensa Nacional, del 17 de octubre de 2017 al 19 de diciembre de 2019.

## Biografía
Ralda Moreno es ingresado de la Escuela Politécnica de la Promoción 107 de Caballeros Cadetes. También tiene varias especializaciones militares.

## Condecoraciones
- Cruz de la Fuerza Aérea
- Cruz de la Marina de Guerra
- Medalla de constancia en el servicio de segunda clase
- Medalla de conducta de primera clase
- Medalla militar Deportiva de primera clase
- Cruz de servicios distinguidos
- Medalla monja blanca de segunda Clase
- Medalla de la paz en plata
- Alas de paracaidista
- Distintivo de tiempo de Servicio de 30 años
- Distintivo de tiempo de Servicio 25 años
- Distintivo de tiempo de Servicio 20 años
- Distintivo de tiempo de servicio 15 años
- Distintivo de tiempo de servicio 10 años